# Krsy
Krsy är en ort i Tjeckien.   Den ligger i regionen Plzeň, i den västra delen av landet, 100 km väster om huvudstaden Prag. Krsy ligger 586 meter över havet och antalet invånare är 231.
Terrängen runt Krsy är platt söderut, men norrut är den kuperad. Terrängen runt Krsy sluttar söderut.Runt Krsy är det ganska glesbefolkat, med 29 invånare per kvadratkilometer. Närmaste större samhälle är Stříbro, 19,4 km söder om Krsy. Omgivningarna runt Krsy är en mosaik av jordbruksmark och naturlig växtlighet.